# Ypsora
Ypsora is een geslacht van vlinders van de familie spinneruilen (Erebidae), uit de onderfamilie Calpinae.

## Soorten
- Y. lepraota Hampson, 1926
- Y. santaris Schaus, 1901
- Y. selenodes Hampson, 1926
- Y. violascens Draudt & Gaede, 1944